# Dolomedes raptor
Dolomedes raptor är en spindelart som beskrevs av Friedrich Wilhelm Bösenberg och Embrik Strand 1906. Dolomedes raptor ingår i släktet Dolomedes och familjen vårdnätsspindlar. Inga underarter finns listade i Catalogue of Life.

## Föda
Arten har observerats predera på fisk.